# Едгар Код
Едгар Франк Код (на английски: Edgar Frank Codd) (1923 – 2003) е британски информатик.
По време на работата си в IBM изобретява релационния модел за управление на бази данни, който е теоретичната основа за релационните бази данни.
Прави и други ценни приноси към компютърната наука, но релационният модел, като много влиятелна обща теория за управление на данни, си остава неговото основно и най-популярно научно постижение.

## Публикации
- Codd, E. F. Cellular Automata.   Academic Press, Inc., 1968.
- Codd, E. F. Relational Completeness of Data Base Sublanguages //  Database Systems.   1970. с. 65–98.
- Codd, E. F. 1981 Turing Award Lecture – Relational Database: A Practical Foundation for Productivity //   9 ноември 1981.
- Codd, E. F. The Relational Model for Database Management. Version 2.   Addison Wesley Publishing Company, 1990. ISBN 0-201-14192-2.
- Providing OLAP to User-Analysts: An IT Mandate //   1993.